# Stanislav Pešl
Stanislav Pešl (29. dubna 1953 Ostrava) je bývalý československý a český sportovní plavec.

## Sportovní kariéra
Závodnímu plavání se začal věnovat v rodné Ostravě v klubu Baník pod vedením Jiřího Žrauta. Specializoval se na plaveckou techniku prsa. 
Na podzim 1972 odešel na základní vojenskou službu ke sportovní rotě při TJ Rudá hvězda Brno (RHB). Trenér Pavel Hübel na něm oceňoval soutěživost a poctivost v tréninku. V roce 1974 poprvé na letním mistrovství republiky porazil svého velkého rivala Pavla Pejšu. K posunu mezi nejlepší evropské plavce mu však bránil slabý objemový trénink neboli metráž. Již v mladém věku si pořídil rodinu a plavání nebylo jeho prioritou.
V olympijském roce 1976 k sobě našel rovnocenného sparingpartnera v Petru Kollrosovi, který přišel do RHB ze Strakonic. V roce 1977 zaznamenal výrazný výkonnostní progres s cílem splnit nominační kritéria pro start na srpnovém mistrovství Evropy ve švédském Jönköpingu. Nominační kritérie splnil. N 100 m prsa vyrovnal hodnotu vlastního, ručně měřeného československého rekordu 1:06,7. Časem 1:06,72 obsadil v rozplavbách první nepostupové místo do osmičlenného finále. Na 200 m prsa se snažil v druhé rozplavbě držet krok s vedoucími plavci, na hranici porušování pravidel. V cíli dohmátl na 7. místě v čase 2:26,97 lepším jeho ručně měřeného československého rekordu 2:27,0. Vzápětí však byl diskvalifikován pro nedovolené ponořování hlavy pod hladinu. S polohovou štafetou 4×100 m plaval druhý prsařský úsek. Štafeta skončila na 7. místě v novém československém rekordu 3:55,23.
Závodnímu plavání se věnoval po radost ještě další dva roky. Sportovní kariéru ukončil v olympijském roce 1980.